# Čelovce (Veľký Krtíš)
Čelovce (bis 1927 slowakisch „Čeľovce“; ungarisch Csall oder Csal) ist eine Gemeinde im Süden der Slowakei mit 418 Einwohnern (Stand 31. Dezember 2024). Sie gehört zum Okres Veľký Krtíš, einem Kreis des Banskobystrický kraj.

## Geographie
Die Gemeinde befindet sich am südöstlichen Rand von Krupinská planina (deutsch etwa „Karpfener Hochebene“) im Tal des Čelovský potok, in einer hügeligen Landschaft. Der höchste Punkt des Gemeindegebiets ist der Hügel Senná hora (537 m n.m.). Das Ortszentrum liegt auf einer Höhe von 346 m n.m. und ist 25 Kilometer von Veľký Krtíš entfernt.
Nachbargemeinden sind Cerovo im Norden, Opava im Osten, Seľany und Širákov im Südosten, Ďurkovce und Vinica im Süden, Hrušov im Südwesten sowie Plášťovce und Drienovo im Westen.

## Geschichte
Čelovce wurde zum ersten Mal 1260 als Chol (nach anderen Quellen erst 1295 als Chal) schriftlich erwähnt, damals als Besitz des mittelalterlichen Geschlechts Hunt-Poznan. Am Anfang des 14. Jahrhunderts war das Dorf Besitz des Geschlechts Dobak, im 16. Jahrhundert kam es zum Herrschaftsgebiet der Burg Čabraď. Das 16. und 17. Jahrhundert war durch wiederholte türkische Überfälle gekennzeichnet. 1828 zählte man 135 Häuser und 823 Einwohner, die als Landwirte und Obstbauern beschäftigt waren.
Bis 1918/1919 gehörte der im Komitat Hont liegende Ort zum Königreich Ungarn und kam danach zur Tschechoslowakei beziehungsweise heute Slowakei.

## Bevölkerung
| Jahr                | 1994 | 2004     | 2014    | 2024    |
| ------------------- | ---- | -------- | ------- | ------- |
| Anzahl der Personen | 367  | 442      | 447     | 418     |
| Unterschied         |      | +20,43 % | +1,13 % | −6,48 % |

| Jahr                | 2023 | 2024    |
| ------------------- | ---- | ------- |
| Anzahl der Personen | 424  | 418     |
| Unterschied         |      | −1,41 % |

Gemäß der Volkszählung 2011 wohnten in Čelovce 438 Einwohner, davon 418 Slowaken, jeweils drei Roma, Tschechen und Ukrainer sowie zwei Magyaren. Neun Einwohner machten keine Angabe zur Ethnie.
305 Einwohner bekannten sich zur römisch-katholischen Kirche, 76 Einwohner zur Evangelischen Kirche A. B. und fünf Einwohner zur orthodoxen Kirche; ein Einwohner bekannte sich zu einer anderen Konfession. 23 Einwohner waren konfessionslos und bei 28 Einwohnern wurde die Konfession nicht ermittelt.

## Bauwerke
- römisch-katholische Kirche Mariä Himmelfahrt aus dem Jahr 1673
- evangelische Kirche im barock-klassizistischen Stil aus dem Jahr 1793